# Сентаготаи, Янош
Янош Сентаготаи (настоящая фамилия — Янош Шимерт) (венг. János Szentágothai; 31 октября 1912, Будапешт — 8 сентября 1994, там же) — венгерский учёный-анатом и физиолог, нейробиолог, педагог, профессор, основатель научной школы функциональной нейрогистологии.
Президент Венгерской академии наук (1977—1985), иностранный член РАН (с 1976) и РАМН (с 1982). Лауреат премии имени Кошута (1950).

## Биография
Изучал медицину в университетах Базеля и Будапешта. В 1940 году сменил фамилию Шимерт на Сентаготаи.
С 1936 года работал в Будапештском университете. В 1946—1963 возглавлял кафедру анатомии медицинской школы Печского университета. В 1963 стал профессором на кафедре анатомии университета.
Одновременно занимал пост директора Института анатомии Венгерской АН.
Член-корреспондент Венгерской академии наук с 1948 года, с 1967 года — действительный член, с 1977 по 1985 — президент Венгерской АН. Член Академии наук СССР (1976) и Академии медицинских наук СССР (1982), иностранный член Национальной академии наук США (1972), Лондонского королевского общества (1978), член Германской академии естествоиспытателей «Леопольдина» и др.
Депутат Национального Собрания Венгрии (1985—1994), входил в Президиум ВНР. В конце 1980-х стал активистом оппозиционного коммунистическому правительству Венгерского демократического форума.
Умер от сердечного приступа.

## Научная деятельность
Проводил исследования в области макро- и микроструктуры, морфологии и физиологии нервной системы. Изучал структуру нервных центров и механизмы нейрогуморальной регуляции головного и спинного мозга и влияние нервной системы на эндокринные функции.
С помощью методов электронной микроскопии изучал синаптические связи и структуру простых рефлекторных путей, путей и механизмов лабиринтных глазодвигательных рефлексов и сенсорных систем. В наружных коленчатых телах обнаружил особые сложные структуры — гломерулы (клубочки почек). В 1968 году обратил внимание на несоответствие морфологии аксональных контактов концепции пресинаптического торможения. Выполнил ряд работ по структуре и связям гипоталамуса и коры головного мозга.
Создатель ряда концептуальных моделей нервной системы (1976).
Автор «Атласа анатомии человека» (1946—1975). Один из редакторов журналов «Акта морфологика» (с 1951) и «Акта биологика» (с 1955).

## Награды
- 1950 — Премия имени Кошута
- 1970 — Государственная премия I степени[венг.], за достижения за исследования функциональной структуры нервной системы
- 1973 — Премия Карла Спенсера Лешли[англ.]
- 1982 — Орден Дружбы народов (СССР)
- 1985 — Академическая золотая медаль[венг.]
- 1992 — Командорский крест со звездой ордена «За заслуги перед Республикой Венгрия»

Решением Генеральной ассамблеи ЮНЕСКО в честь 100-летия со дня рождения учёного 2012 года был объявлен годом Яноша Сентаготаи.